# The Canyon Observer
The Canyon Observer je petčlanska težkometalska glasbena skupina iz Ljubljane, aktivna od leta 2011 dalje. Po žanru spadajo v mešanico sludge metala, post-metala in noise glasbe s primesmi atmosferičnega black metala. Nase so opozorili z dvema EP-jema, izdanima 2011 in 2012 pri založbi Kapa Records, in z raznimi koncerti na festivalih, med drugimi tudi na INmusic festivalu 2014 v Zagrebu.

## Zgodovina
Leta 2015 so pri Kapa Records izdali studijski prvenec z naslovom Fvck (po navadi zapisano kot FVCK), ki je bil med glasbenimi kritiki dobro sprejet.
Redakcija Radia Študent pa ga je celo uvrstila na 5. mesto seznama Naj domača tolpa bumov 2015.
Začetek leta 2016 so preživeli na turneji na Kubi, ki so jo končali s koncertom v Gali Hali na Metelkovi. Po krajšem premoru leta 2017 so marca 2018 izdali singl "Nøll" z istoimenskega albuma, ki je izšel aprila 2018.

## Diskografija
EP-ji
- Chapter I: The Current of Her Ocean Brings Me to My Knees (2011)[1]
- Chapter II: These Binds Will Set You Free (2012)[2]

Studijski albumi
- FVCK (2015)
- Nøll (2018)